# Untere Mühle (Baiertal)

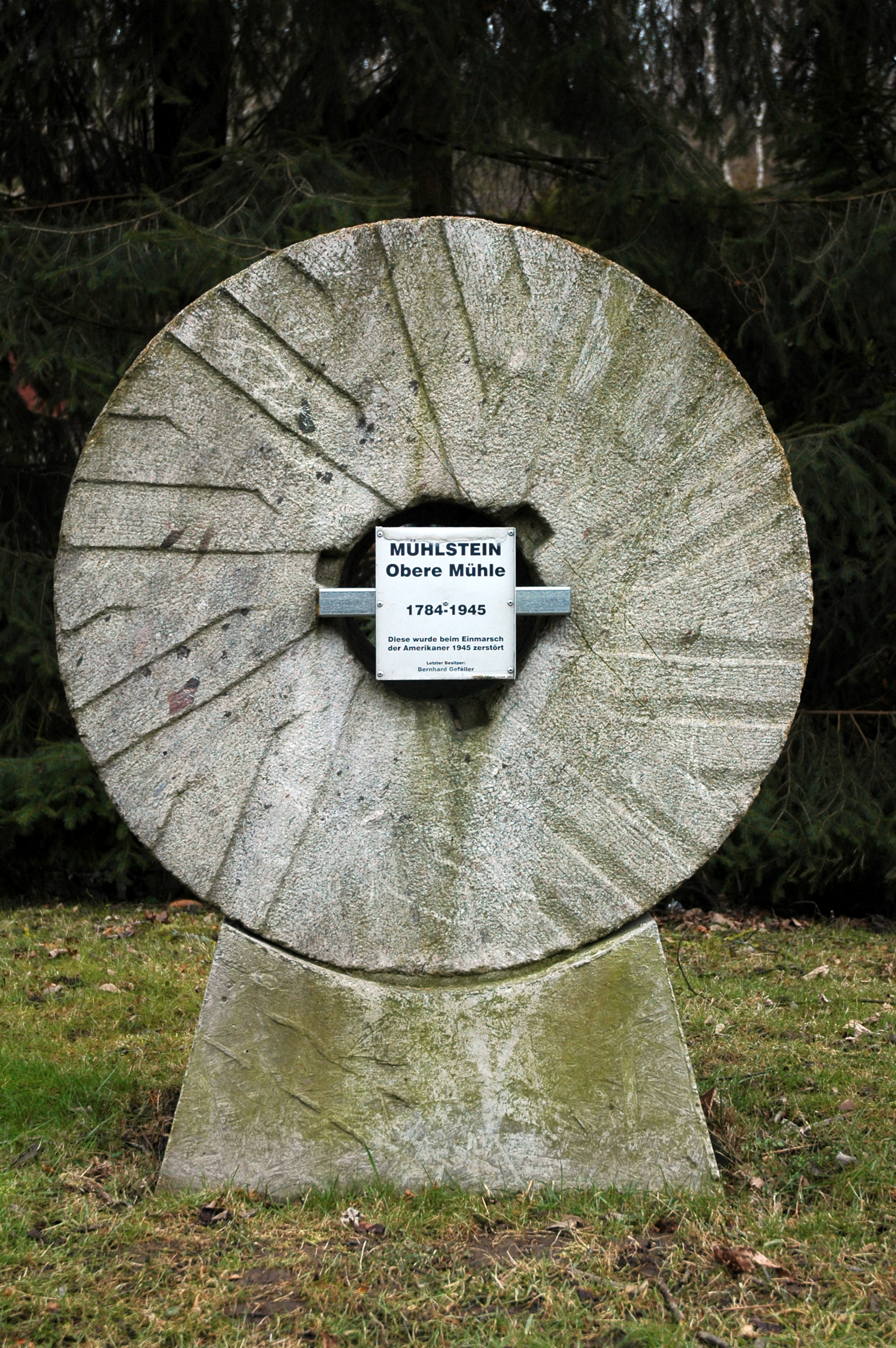

Die Untere Mühle ist ein historisches Mühlenanwesen in Baiertal, einem Stadtteil von Wiesloch im Rhein-Neckar-Kreis im nördlichen Baden-Württemberg.

## Geschichte
Die erste Anfrage nach Errichtung einer Mühle in Baiertal kam 1702 von einem Müller aus Altwiesloch wurde dann aber wegen der hohen geforderten Kosten nicht weiterverfolgt. 1705 begann dann der aus dem Amt Grüningen stammende Müller Johann Felix mit Erlaubnis des Baiertaler Kondominats und gegen eine jährliche Gült von 5 Malter Korn mit dem Bau einer Mühle nordöstlich des Ortskerns am hier noch Griesbach genannten Gauangelbach. Zum Betrieb der Mühle wurde dazu ein vom Bach abzweigender Mühlkanal gegraben. Ab 1706 führte Valtin Clemenz den Bau zu Ende. Auch er beschwerte sich über die hohen Kosten. 1751 wurde Franz Stader Besitzer der Mühle, ihm folgte 1763 Matheus Goos aus Bischofsheim, dessen Nachfahren die Mühle über mehrere Generationen betrieben.
Zur Mühle zählten um 1800 neben dem Mühlengebäude und einer Scheuer auch die vor und hinter dem Haus liegenden Gärten. Neben der Gült von 5 Malter Korn an die Herrschaft waren weitere 2,5 Malter an die Gemeinde zu entrichten. Zum Ausgleich für die hohen Abgaben waren die Müller von Nachtwachen und Frondiensten befreit.
Matheus Goos' Sohn Caspar erwarb 1819 auch die 1784 errichtete Obere Mühle. Die Familie Goos bewirtschaftete beide Mühlen bis ungefähr 1870. Caspar Goos' Sohn Ulrich Goos I., Müller auf der Oberen Mühle, war von 1851 bis 1861 Bürgermeister von Baiertal. Die untere Mühle kam über die Heirat einer Goos-Tochter 1864 an den Müller Konrad Zahn aus Waldwimmersbach. Der gemeinsame Sohn Karl Hermann Zahn wurde ein bekannter Botaniker. Die Mühle blieb bis zur Einstellung des Mühlbetriebs im Jahr 1961 dann im Besitz der Familie Zahn.
Bis 1871 wurde die Mühle durch ein unterschlächtiges Wasserrad getrieben, danach von einem oberschlächtigen. Nach einem Brand von 1889 wurde die Mühle erneuert, gleichzeitig entstand auch eine neue Stauschleuse. 1950 erwarb die Gemeinde das Wasserrecht, danach wurde die Mühle auf Kraftstrom umgestellt. Der letzte Müller war der in Baiertal als Zahne-Fritz bekannte Friedrich Zahn, der den Mühlenbetrieb im April 1961 einstellte.